# Georges Colomb (vescovo)
Georges Colomb (Saint-Anthème, 15 giugno 1953) è un vescovo cattolico e missionario francese, dal 9 marzo 2016 vescovo di La Rochelle.

## Biografia
Georges Colomb è nato a Saint-Anthème il 15 giugno 1953.

### Formazione e ministero sacerdotale
Ha frequentato il liceo di un collegio a Clermont-Ferrand e a Riom e poi ha conseguito un attestato tecnico superiore in gestione alberghiera. Ha proseguito gli studi all'università ottenendo il diploma di studi avanzati in diritto civile, la laurea in amministrazione economica e sociale e il diploma in terminologia giuridica tedesca. Ha quindi lavorato prima come ispettore delle poste e delle telecomunicazioni per cinque anni, prima a Lione e poi a Nanterre.
Con il dramma dei boat people, migranti dall'Asia, Georges Colomb si è sentito chiamato a servire i cristiani perseguitati in Cina o in Vietnam. È quindi entrato nel seminario carmelitano di Parigi all'età di ventinove anni.
Il 13 settembre 1987 è stato ordinato presbitero per la Società per le missioni estere di Parigi. L'anno successivo ha conseguito la licenza in teologia presso l'Institut catholique di Parigi. Secondo l'usanza in vigore all'interno di questa società missionaria fondata nel 1658, si è recato a Londra per studiare l'inglese, la lingua straniera dominante in Asia. Ha quindi soggiornato per due anni a Taiwan per imparare il cinese e quindi nella Repubblica Popolare Cinese come esperto straniero. Poiché l'ingresso nel paese era difficile per i missionari, padre Colomb ha lavorato come insegnante di lingua e civiltà francese nelle Università di Kunming e di Dalian.
Nel 1998 è tornato a Parigi per diventare assistente del consiglio del superiore generale della Società, padre Jean-Baptiste Etcharren. È stato responsabile dei seminaristi, che a Parigi erano scesi a una dozzina, e si è occupato di suscitare nuove vocazioni e di dirigere anche il Servizio Volontariato MEP, organizzazione non governativa creata dalla Società che invia quattro volte all'anno tra i 30 e i 50 giovani per vivere un'esperienza di servizio in Asia in programmi di aiuto alle popolazioni locali per un periodo da due mesi a due anni. Padre Colomb ha aumentato le possibilità di volontariato a breve o lungo termine e ha organizzato sessioni di formazione per questi volontari. Questa flessibilità nella durata dei soggiorni attuata da padre Colomb ha avuto molto successo e ha portato a numerose domande. Questa organizzazione ha dato origine a ventotto ingressi nel seminario della Società negli ultimi anni, senza contare i numerosi ingressi in altre congregazioni maschili o femminili.
L'assemblea generale della Società del 2004 lo ha nominato vicario generale mantenendo la responsabilità delle vocazioni e del volontariato, nonché dell'invio di missionari.
Nel 2007 è stato nominato cavaliere dell'Ordine delle Palme accademiche per la sua attività di insegnamento in Cina e anche per la formazione di volontari cattolici, seminaristi asiatici e sacerdoti che studiano a Parigi sostenuti dalla sua Società.
Il 9 luglio 2010 l'assemblea generale della sua congregazione lo ha eletto superiore generale. È succeduto a padre Jean-Baptiste Etcharren, superiore generale dal 1998 al 2010. Il giornale La Croix lo ha presentato come un uomo d'azione.
L'11 luglio 2014 è stato nominato cavaliere della Legion d'onore. Il distintivo gli è stato consegnato dal cardinale André Vingt-Trois. Questo riconoscimento gli è stato conferito dal Ministero degli affari esteri per premiare la sua azione missionaria e quella dell'intera Società delle missioni estere di Parigi in Asia e in Francia.
Quando è stato eletto superiore generale, la congregazione contava 250 sacerdoti, 160 dei quali in terra di missione, e 21 seminaristi in formazione, di cui uno slovacco. Nel 2016 il numero dei seminaristi in formazione è salito a 28; durante l'anno erano previste sette ordinazioni diaconali e presbiterali.

### Ministero episcopale
Il 9 marzo 2016 papa Francesco lo ha nominato vescovo di La Rochelle. Ha ricevuto l'ordinazione episcopale il 5 maggio successivo presso il Parc des Expositions di La Rochelle dal cardinale André Vingt-Trois, arcivescovo metropolita di Parigi, co-consacranti l'arcivescovo metropolita di Poitiers Pascal Jean Marcel Wintzer e il vicario apostolico di Phnom-Penh Olivier Michel Marie Schmitthaeusler. Hanno assistito al rito circa 4500 persone. È stata la prima ordinazione episcopale nella diocesi in 110 anni; l'ultima era stata quella di monsignor Jean-Auguste-François-Eutrope Eyssautier nel 1906.
Durante il suo episcopato, la diocesi ha visto allargarsi il proprio territorio alle isole di Saint-Pierre e Miquelon, in seguito alla soppressione del locale vicariato apostolico il 1º marzo 2018.
Monsignor Colomb ha intrapreso una serie di riforme strutturali sul funzionamento della diocesi. Inoltre, di fronte alla diminuzione del numero dei sacerdoti nel territorio diocesano, ha ricercato seminaristi e sacerdoti in altre diocesi, soprattutto straniere, ma anche di comunità religiose. Nell'ottobre del 2019 i servizi amministrativi della diocesi sono stato trasferiti dal vescovado di La Rochelle alla casa diocesana di Saintes.
Nel marzo del 2020 ha compiuto la visita ad limina.
Nell'aprile del 2020 il cardinale Luis Antonio Tagle, prefetto della Congregazione per l'evangelizzazione dei popoli, lo ha nominato direttore delle Pontificie Opere Missionarie in Francia.

## Genealogia episcopale
La genealogia episcopale è:
- Cardinale Scipione Rebiba
- Cardinale Giulio Antonio Santori
- Cardinale Girolamo Bernerio, O.P.
- Arcivescovo Galeazzo Sanvitale
- Cardinale Ludovico Ludovisi
- Cardinale Luigi Caetani
- Cardinale Ulderico Carpegna
- Cardinale Paluzzo Paluzzi Altieri degli Albertoni
- Papa Benedetto XIII
- Papa Benedetto XIV
- Papa Clemente XIII
- Cardinale Marcantonio Colonna
- Cardinale Giacinto Sigismondo Gerdil, B.
- Cardinale Giulio Maria della Somaglia
- Cardinale Carlo Odescalchi, S.I.
- Vescovo Eugène de Mazenod, O.M.I.
- Cardinale Joseph Hippolyte Guibert, O.M.I.
- Cardinale François-Marie-Benjamin Richard
- Vescovo Marie-Prosper-Adolphe de Bonfils
- Cardinale Louis-Ernest Dubois
- Cardinale Georges-François-Xavier-Marie Grente
- Arcivescovo Marcel-Marie-Henri-Paul Dubois
- Cardinale François Marty
- Cardinale Jean-Marie Lustiger
- Cardinale André Vingt-Trois
- Vescovo Georges Colomb, M.E.P.

## Araldica
| Stemma | Titolare                              | Descrizione |
|        | Georges Colomb Vescovo di La Rochelle | Cappato abbassato. Al primo di rosso, caricato del narciso al naturale d'oro gambuto di verde, del giglio pure d'oro e del panda rampante al naturale posto in banda, ordinati in scaglione; al secondo d'oro, alla crocetta greca di rosso e al carattere cinese "Ai" di nero, ordinati in palo. Ornamenti esteriori da vescovo. Motto: "Sufficit tibi gratia mea". |